# ورزشگاه آدلمار ده کوستا کارولیو
ورزشگاه آدلمار ده کوستا کارولیو (پرتغالی: Estádio Adelmar da Costa Carvalho) یا ورزشگاه ایلا دو رتیرو (پرتغالی: Estádio Ilha do Retiro) یک ورزشگاه فوتبال در رسیفی، برزیل است.
این ورزشگاه که در سال ۱۹۳۲ تأسیس شده دارای ۳۲٬۹۸۳ نفر ظرفیت می‌باشد و یکی از ورزشگاه‌های جام جهانی فوتبال ۱۹۵۰ بوده است.